# Стајница
Стајница је насељено мјесто у сјеверној Лици, у општини Бриње, Личко-сењска жупанија, Република Хрватска.

## Географија
Стајница је удаљена око 14 км сјевероисточно од Бриња.

## Историја
До територијалне реорганизације у Хрватској насеље се налазило у саставу бивше велике општине Оточац.

## Становништво
Према попису из 1991. године, насеље Стајница је имало 497 становника. Према попису становништва из 2001. године, Стајница је имала 301 становника. Стајница је према попису из 2011. године имала 218 становника.
| Демографија | Демографија | Демографија |
| Година      | Становника  | Становника  |
| ----------- | ----------- | ----------- |
| 1961.       | 1.193       |             |
| 1971.       | 899         |             |
| 1981.       | 626         |             |
| 1991.       | 497         |             |
| 2001.       | 301         |             |
| 2011.       |             | 218         |

## Попис 1991.
На попису становништва 1991. године, насељено место Стајница је имало 497 становника, следећег националног састава:
| Попис 1991.‍  | Попис 1991.‍  | Попис 1991.‍ | Попис 1991.‍ | Попис 1991.‍ |
| ------------ | ------------ | ----------- | ----------- | ----------- |
|              |              |             |             |             |
| Хрвати       | Хрвати       |             | 468         | 94,16%      |
| Срби         | Срби         |             | 2           | 0,40%       |
| Југословени  | Југословени  |             | 1           | 0,20%       |
| Немци        | Немци        |             | 1           | 0,20%       |
| неопредељени | неопредељени |             | 7           | 1,40%       |
| регион. опр. | регион. опр. |             | 1           | 0,20%       |
| непознато    | непознато    |             | 17          | 3,42%       |
| укупно: 497  |              |             |             |             |